# 9K34 Strela-3
Le 9K34 Strela-3 (en russe : « Стрела-3 », flèche), désigné par l'OTAN SA-14 « Gremlin », est un système de missile sol-air portatif très courte portée, guidé par infrarouge, développé par l'Union soviétique en réponse aux performances médiocres de son aîné, le 9K32 Strela-2 (SA-7 « Grail »).
Son développement fut largement basé sur celui du Strela-2, ce qui amena à une conception et une mise-au-point assez rapides, puisque le missile entra en service au sein de l'armée rouge en janvier 1974, seulement six ans après son grand-frère. Le missile est désigné « 9M36 », « 9K34 » étant la désignation du système dans son ensemble.

## Caractéristiques
Le changement le plus significatif par rapport au Strela-2 se situe au niveau de sa tête chercheuse, qui est d'un genre tout nouveau.
Le nouveau capteur travaille sur le principe de la modulation FM (con scan), qui est moins vulnérable aux brouillages et aux leurres que l'ancien système travaillant en modulation AM, qui était facilement détourné par les leurres et même les plus primitifs des brouilleurs infrarouges. La modification la plus intéressante se situe au niveau de l'apparition d'un refroidissement du détecteur, constitué d'une bouteille d'azote sous pression reliée au lanceur.
L'effet du refroidissement est d'améliorer la portée de détection du capteur au sulfure de plomb (PbS) et sa sensibilité aux grandes longueurs d'onde (légèrement au-dessus de 4 µm, à opposer aux 2,8 µm maximum admissibles pour le système non refroidi). En pratique, cela rend possible la poursuite de cibles « plus froides » à des distances plus importantes, et permet même d'engager des chasseurs à réaction dans leur hémisphère avant, dans des circonstances favorables. La tête chercheuse est aussi capable d'une vitesse de poursuite angulaire plus importante, ce qui permet au missile de continuer à traquer des cibles manœuvrantes et rapides, même en approche.
Un effet négatif consécutif à ces améliorations fut l'augmentation de la masse du missile, qui causa une légère perte de performances cinématiques, par-rapport au Strela-2 original. D'un autre côté, contre des cibles relativement lentes et volant à basse-altitude, l'efficacité générale du missile fut bien meilleure.
Les missiles Strela-3 ont été exportés vers plus de trente pays. Une version navale existe, sous la désignation OTAN « SA-N-8 ».
Le missile se verra suivi, en 1981, par l'arrivée en service du 9K38 Igla. Il restera cependant en service pendant longtemps dans de nombreuses armées régulières et guérillas du monde entier.

### Le cas du missile HN-5B
Le missile sol-air HN-5B a été développé par la Chine sur la base du Strela-3 soviétique.
Même s'il entre en service dans l'armée populaire de libération chinoise au milieu des années 1980, il ne sera révélé officiellement au public qu'à partir de 1990. D'après des sources médiatiques chinoises et d'autres sources extérieures, la Chine aurait obtenu des exemplaires du missile « source » via le Zaïre, lorsque l'UNITA avait capturé et saisi des missiles Strela-3 des stocks des forces gouvernementales angolaises. Cela n'est pas sans rappeler la façon dont a été obtenue la première version du HN-5, grâce à des Strela-2 fournis par les Vietnamiens pendant la guerre du Viêt Nam, et ce sera encore cette façon d'opérer qui permettra aux Chinois d'obtenir une réplique assez fidèle du missile soviétique Igla-1 un peu plus tard.
Le HN-5B entrera en service dans l'armée pakistanaise, en janvier 1990, où il sera lui-même copié pour fabriquer un missile pakistanais, l'Anza.

## Histoire opérationnelle

### Irak
Le 17 février 1991, au-cours de l'opération « Tempête du désert », un F-16 et un Tornado Gr.1 ont été abattus par des Strela-3.
En 2003, Un Airbus A300-cargo de la compagnie DHL fut touché par un Strela-3, juste après son décollage de l'aéroport international de Bagdad. Malgré la perte totale de ses circuits hydrauliques, le pilote réussit la prouesse de faire demi-tour et de se poser sans encombre. (article lié : Attaque du vol DHL en 2003 à Bagdad)

### Abkhazie
Le 14 décembre 1992, au-cours de la guerre d'Abkhazie, un hélicoptère russe Mi-8 est abattu par un SA-14 de l'armée géorgienne, causant la mort des 3 hommes d'équipage et des 58 passagers présents à bord, la plupart d'entre eux étant des réfugiés russes.
Un Su-25 de la force aérienne géorgienne fut abattu au-dessus de Nizhnaya Eshera, le 4 juillet 1993, par un SA-14, et beaucoup d'autres appareils de chacun des camps pourraient avoir également été perdus à la suite d'impacts de Strela-3's.

### ex-Yougoslavie
Le 16 avril 1994, un Sea Harrier du 801e Naval Air Squadron, opérant depuis le porte-aéronefs HMS Ark Royal, fut abattu au-cours de sa phase d'attaque contre deux chars T-55 serbes en Bosnie. Le pilote, Lt. Nick Richardson, s'éjecta et atterrit sur le territoire contrôlé par des musulmans bosniens alliés.

### République démocratique du Congo
Le 11 octobre 1998, un Iliouchine Il-76 de la force aérienne du Mozambique fut abattu par un SA-14 utilisé par des rebelles congolais, tuant les 40 personnes (troupes et équipage) à bord.

### Afghanistan
Les S-14 utilisés par l'alliance du Nord sont crédités de la destruction de 8 chasseurs talibans MiG-21 et Su-22, au cours de l'offensive des talibans contre Talogan en 2000.

### Angola
Il a été rapporté qu'un Su-27 avait été abattu par un Strela-3 de l'UNITA, le 19 novembre 2000, alors qu'il était en train d'atterrir.

## Comparaison avec les autres systèmes portatifs contemporains
| Système                                                   | 9K32M Strela-2M (missile : 9M32M) | 9K34 Strela-3 (missile : 9M36) | FIM-43C Redeye                                                                    |
| --------------------------------------------------------- | --- | --- | --------------------------------------------------------------------------------- |
| Mise en service                                           | 1968 | 1974 | 1968                                                                              |
| Masse du système complet, (en ordre de combat)            | 15 kg | 16 kg | 13,3 kg                                                                           |
| Masse du missile                                          | 9,8 kg | 10,3 kg | 8,3 kg                                                                            |
| Longueur                                                  | 1,44 m | 1,47 m | 1,40 m                                                                            |
| Charge militaire                                          | 1,15 kg, (dont 370 g d'explosif HMX) fragmentation + souffle dirigé                                                                            | 1,17 kg, (dont 390 g d'explosif HMX) fragmentation + souffle dirigé (incluant une charge secondaire de 20 g, pour utiliser le carburant restant à l'impact)     | 1,06 kg M222, (dont 360 g d'explosif HTA-3) fragmentation + souffle               |
| Type de tête chercheuse                                   | au sulfure de plomb (PbS), non refroidie modulation AM (spin scan) (plage de détection de 1 à 2,8 µm) Engagements « par l'arrière » uniquement | au sulfure de plomb (PbS), Refroidie à l'azote modulation FM (con scan) (plage de détection de 2 à 4,3 µm) Capacité « tous-aspects » limitée (hémisphère avant) | au sulfure de plomb (PbS), non refroidie Engagements « par l'arrière » uniquement |
| Maximum range                                             | 4 200 m | 4 100 m | 4 500 m                                                                           |
| Vitesse                                                   | 430 m/s | 410 m/s | 580 m/s                                                                           |
| Vitesse maximale de la cible en approche / en éloignement | 150 m/s / 260 m/s | 310 m/s / 260 m/s | – / 225 m/s                                                                       |
| Altitude d'engagement                                     | de 50 m à 2 300 m | de 30 m à 2 300 m | de 50 m à 2 700 m                                                                 |